# Der Pferch

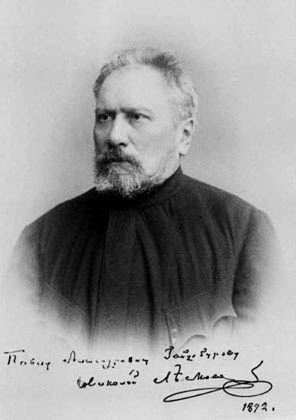
Nikolai Leskow im Jahr 1872

Der Pferch (russisch Загон, Sagon) ist eine Erzählung des russischen Schriftstellers Nikolai Leskow, die 1893 in der Novemberausgabe der Literaturbeilage zum Knischki Nedeli (Wochenbüchlein) erschien.

## Überblick
Einen Monat nach der Veröffentlichung des Textes schreibt Tolstoi an seinen Freund Leskow: „Mir hat es gefallen, besonders aber, daß es sich um reine Wahrheit handelt, nicht um Erfindung. Wahrheit kann man ebenso interessant … gestalten [wie] die Fiktion …“. Der Titel Pferch steht als Synonym für das anno 1893 gegenüber Westeuropa industriell rückständige Russland. Mehr noch – das Land kapselt sich ab. Ein russischer Industrieller verkündet Ende September 1893: „Rußland muß sich auf sich selbst besinnen, die Existenz der anderen … Staaten vergessen …“.
Der Text kann als Anekdotensammlung gelesen werden. Neben der in der titelgebenden Metapher anklingenden Einigelung des Zarenreiches bietet Leskow als weiteres Thema Geschichten über das Leben und Treiben im Gouvernement Estland: In dem Sankt Petersburger Badeort Merrekül am Finnischen Meerbusen zwischen Polangen und Narva tummeln sich einige russische Originale unter Russen, Esten und Deutschen. Überhaupt wird der Leser mit etlichen humorigen Passagen unterhalten. Da schreibt Leskow, die Esten seien „sehr sparsam, ja geizig …“.

## Inhalt
Die Russen meinen, als Bewirtschafter der Kornkammer Europas können sie von Thünens extra für den russischen Leser bearbeitete Ausgabe von „Der isolierte Staat in Beziehung auf Landwirtschaft und Nationalökonomie“ getrost beiseitelegen. Folgerichtig scheitert dann auch der Engländer Scott mit der Einführung des modernen Smileschen Pfluges in Russland. Die russischen Bauern bleiben bei ihrem Hakenpflug.
Zu den Originalen in Merrekül: Da wurde der missliebige Petersburger Religionslehrer Alexander Gumilewski in die Provinz strafversetzt. Auch die Merreküler wollen seine Belehrungen nicht hören. Bevor er den Bau der – für Merreküler Verhältnisse – prunkvollen Kirche vollenden kann, holen ihn mitleidige Petersburger Vorgesetzte wieder in die russische Newa-Metropole zurück. Gumilewski darf in einer Petersburger Krankenhauskapelle Sterbende hinüberbegleiten. Aber, so spottet Leskow, Gumilewskis Ermahnungen könnten die Verblichenen frühesten in ihrem „neuen Dasein“ nutzen.
Es folgen ein paar Schelmenstreiche des Merreküler Taugenichtses Jefim Wolkow – genannt Mifim, der dort im Spätsommer 1893 verstarb, nachdem er sich im Keller des Weinhändlers Swonkow noch einmal richtig vollgetrunken hatte. Mifim drückt sich zu Lebzeiten vom Militär, indem er die Geisteskrankenprüfung besteht. Wieder daheim, kuriert er behextes Vieh und lässt immer einmal eine Kuh im Moor absacken. Der Bauer bezahlt dem Schelm das Auffinden seines Tieres im letzten Moment. Sodann vertreibt Mifim am Kirchentor mit seiner langen Gerte alte Bettlerinnen und den Hund einer der omnipräsenten Generalsgattinnen anlässlich des Gottesdienstes, behält somit das „Privileg als Bettler“ vor dem Gotteshaus und darf sich quasi zum „Personalbestand der Kirche“ rechnen. Mifim segnet sommers auf einer Waldlichtung eine ledige Tochter einer jener in Merrekül harrenden Generalsgattinnen. Und tatsächlich, das gesegnete Mädchen heiratet im darauffolgenden Winter.

## Rezeption
Nach Setschkareff seien die  Merreküler Kurgäste, also jene Generalsgattinnen, die in dem Betrüger Mifim einen Heiligen sähen, genauso ungebildet wie die russischen Bauern. Zudem sei der Einfluss Tolstois auf Leskows Stil aus einigen Textpassagen ablesbar. Setschkareff „lobt“ Leskow: Seine „zusammenhanglosen Skizzen“ fesselten auch ohne Handlung.

### Deutschsprachige Ausgaben
Verwendete Ausgabe:
- Der Pferch. Deutsch von Georg Schwarz. S. 287–325 in Eberhard Reißner (Hrsg.): Nikolai Leskow: Gesammelte Werke in Einzelbänden. Das Tal der Tränen. 587 Seiten. Rütten & Loening, Berlin 1973 (1. Aufl.)

### Sekundärliteratur
- Vsevolod Setschkareff: N. S. Leskov. Sein Leben und sein Werk. 170 Seiten. Verlag Otto Harrassowitz, Wiesbaden 1959